# Fidela Fernández de Velasco Pérez
Fidela Fernández de Velasco Pérez  (Madrid, 1920) conocida con el sobrenombre de Fifí, fue una activista española y militante de las juventudes del Partido Comunista de España (PCE). Al inicio de la guerra civil se enroló en las milicias del Frente Popular. Condenada inicialmente a muerte, sufrió la prisión y la represión franquista.

## Trayectoria
Nacida en un barrio humilde de Madrid, en una familia trabajadora y politizada, fue la tercera de cuatro hermanos. A los trece años empezó a trabajar como aprendiz de modista y se afilió a las Juventudes Socialistas Unificadas, donde, además de cultura general y teoría socialista, aprendió a conducir clandestinamente los dos únicos coches que había en el barrio: una furgoneta y un taxi.
Al estallar la Guerra Civil, con sólo dieciséis años, se unió a las milicias republicanas del Frente Popular. Muy diestra en el manejo de las armas, enseguida entró en combate en primera línea en el frente de Somosierra, donde su unidad consiguió hacer retroceder a los fascistas, arrebatándoles un cañón que ella misma se encargó de transportar a Madrid y luego llevó al frente de Toledo. Más tarde, volvió a la sierra de Guadarrama, donde coincidió con Rosario Sánchez Mora en la labor de fabricar bombas rudimentarias con botes vacíos de leche condensada llenandolos de vidrios, piedras, clavos y dinamita. Como experta conductora, Fidela Fernández también recorrió los campos de batalla con una ambulancia para recoger muertos y heridos.
Tras un año y medio en las trincheras, compartiendo las mismas penalidades que los hombres y debiendo aguantar ofensas sobre su condición sexual, resultó herida. Una vez recuperada, el partido le propuso hacerse cargo de un asilo para convalecientes, pero siendo una mujer de acción, al cabo de tres meses, solicitó una misión de riesgo y fue enviada a la escuela del Servicio de Información Militar. Superado el período de formación, actuó como infiltrada tras las líneas del Bando nacional.
A primeros de marzo de 1939, la Junta Provisional del general Segismundo Casado, con el apoyo de Julián Basteiro, Wenceslao Carrillo y los anarquistas Cipriano Mera y Melchor Rodríguez, pactaron con la quinta columna la rendición de la República, entregando al Ejército Nacional a varios militantes comunistas que fueron fusilados. Fidela Fernández también fue detenida, pero logró huir a Alicante, donde esperaba poder embarcar en alguno de los barcos destinados a evacuar a los miles de republicanos concentrados en las playas. No lo logró y fue devuelta a Madrid, entregándose a la policía, que por error había detenido a su hermana. Ingresada en la Cárcel de mujeres de Ventas en régimen de incomunicación, fue sometida a un Consejo de Guerra y condenada a muerte. Más tarde fue trasladada a la cárcel de Granada, donde durante meses esperó la ejecución. Finalmente la devolvieron a Madrid y se enteró de que le habían conmutado la pena.
En la Cárcel de Ventas coincidió con Matilde Landa, quien, a pesar de su mala salud, brindaba apoyo y asesoramiento jurídico a las compañeras condenadas a muerte. Juntas dinamizaron un grupo afín e intentaron reorganizar el partido dentro de la cárcel.
El indulto le llegó ocho años después. Durante la posguerra se ganó la vida como transportista y camionera, y más tarde como conductora de los autobuses que realizaban la ruta entre Madrid y los pueblos de la Sierra. Vivió en la zona de La Pedriza, en Manzanares de Real. Siempre militó en las filas del Partido Comunista y poco después de la muerte del general Franco, fue agredida por jóvenes fascistas del pueblo debido a su ideología.
Su orientación sexual fue ocultada y perseguida, incluso por su propio partido, tanto en la clandestinidad como en la democracia.